# WTA de Astana
O WTA de Astana – ou Astana Open, na última edição – foi um torneio de tênis profissional feminino, de categoria WTA 250.
Realizado em Astana, capital do Cazaquistão, estreou em 2021 e durou uma edição. Os jogos eram disputados em quadras duras cobertas durante o mês de setembro/outubro.

## Finais

### Simples
| Ano  | Campeã              | Vice-campeã      | Resultado     |
| ---- | ------------------- | ---------------- | ------------- |
| 2021 | Alison Van Uytvanck | Yulia Putintseva | 1–6, 6–4, 6–3 |

### Duplas
| Ano  | Campeãs                             | Vice-campeãs                         | Resultado        |
| ---- | ----------------------------------- | ------------------------------------ | ---------------- |
| 2021 | Anna-Lena Friedsam Monica Niculescu | Angelina Gabueva Anastasia Zakharova | 6–2, 4–6, [10–5] |